# Heritage Minutes
Heritage Minutes  sono dei brevi servizi televisivi solitamente di 60 secondi in cui alcuni attori impersonano degli importanti momenti e personaggi storici del Canada.  L'attore canadese Roy Dupuis nel 1997 scelse d'interpretare il leggendario giocatore di hockey, Maurice Richard. 
Solitamente vengono trasmessi nelle sale cinematografiche prima della proiezione del film ed alla televisione Canadese, sono prodotti dalla società di radiodiffusione di Patrick Watson e da lui stesso raccontati.